# Khachardzan
Khachardzan là một đô thị thuộc tỉnh Tavush, Armenia. Dân số ước tính năm 2011 là 327 người.